# رافاييل رودريغيز باديلا
رافاييل رودريغيز باديلا (بالإسبانية: Rafael Rodríguez Padilla)‏ هو نحات ورسام غواتيمالي، ولد في 23 يناير 1890 في مدينة غواتيمالا في غواتيمالا، وتوفي في 24 يناير 1929.